# 2019년 화롄 지진
2019년 화롄 지진은 2019년 4월 18일 타이완 화롄시 인근에서 일어난 모멘트 규모 Mw6.1의 지진이다. 2018년 화롄 지진 이후 역사상 9번째로 중화민국 중앙기상국 진도 계급 기준 최고 등급의 진도인 진도7급을 관측한 지진이다. 지진의 진동은 일본에서도 느껴져 오키나와현 야에야마 제도의 요나구니섬에서 일본 기상청 진도 계급 기준 최대진도 2의 진동을 감지하였다. 지진으로 타이베이에서 17명이 부상을 입었다.

## 각지의 진도
중화민국에서 쓰이는 중앙기상국 진도 계급에 따른 각지의 진도는 다음과 같다. 타이완 전역에서 1급 이상의 진동을 감지하였다.
| 최대진도 | 현시지구                                         |
| -------- | ------------------------------------------------ |
| 7급      | 화롄현                                           |
| 5급      | 난터우현, 이란현, 타이중시, 신베이시             |
| 4급      | 타오위안시, 신주현, 먀오리현, 장화현, 타이베이시 |
| 3급      | 자이현, 신주시, 윈린현, 타이둥현, 지룽시, 자이시 |
| 2급      | 타오위안시, 가오슝시, 타이난시, 펑후현           |

## 같이 보기
- 2018년 화롄 지진